# 8 bit
|  | No s'ha de confondre amb 8 bits. |

8 bit o chiptune és un gènere musical de música electrònica propi dels videojocs o que imita el seu estil, fet amb el generador de so programable (PSG) o sintetitzadors de xips de so en màquines d'arcade, ordinadors i  videojocs. El terme s'utilitza habitualment per referir-se a música en format de seguiment utilitzant mostres extremadament bàsiques i petites que podria produir un ordinador o una consola antiga (aquest és el significat original del terme), així com música que combina PSG sons amb estils musicals moderns. S'ha descrit com "una interpretació de molts gèneres" ja que qualsevol cançó existent es pot organitzar en un estil chiptune definit més per l'elecció de l'instrument i el timbre que per elements d'estil específics.
Està marcat per melodies repetitives, amb efectes de so que recorden la banda sonora dels jocs de consola dels anys 80, fetes amb sintetitzador, tons aguts i presència de soroll blanc. Té influències del synthpop i presenta com a subgèneres principals el bitpop (on les melodies són més complexes però el patró rítmic idèntic), nintendocore (on s'afegeix un so més dur, propi del techno hardcore, a la base) i el skweee (on es canvia el ritme per un més propi del rhythm and blues).